# Szofizmus
A szofizmus kifejezést manapság két értelemben használjuk. Eredetileg a műveltséget és beszédkészséget fizetés ellenében tanító, i. e. 5. századi gondolkodókat nevezték szofistáknak. Olyan emberek voltak, akik egy magasabb tudást kínáltak, főleg retorikából és abból, miképp lehet a legjobban boldogulni az életben. Az, hogy az ékesszólásra nevelésből formális rábeszélőművészetet csináltak, és az, hogy pénzért tanítottak, sok korabeli gondolkodó ellenszenvét vívta ki. Ez az ellenszenv volt az oka a szofizmus szó újabb értelmének: Arisztophanész gúnyolódása, Szókratész és Platón ellenük folytatott harca nyomán a szofizmus szó a látszattudós és szócsavaró pejoratív jelentést kapta. Manapság szofizmának, szofizmusnak (azaz álérvelésnek) azt a jelenséget nevezik, amikor egy vitában valaki szándékosan őszintének látszó, de mégsem érvényes érvet használ azzal a reménnyel, hogy ezzel meg tudja téveszteni vitapartnerét.
A szofizmus szó önmagában bölcseletet jelent, a görög szophisztész szó származéka, szó szerint a bölcsesség tanítói. Képviselői munkáiban háttérbe szorultak a korábbi preszókratikusoknál népszerű természetfilozófia kérdések és inkább az emberre és annak tevékenységeire, a művészetekre (költészet, dráma stb.) koncentráltak.
Már az ókorban Arisztotelész is megpróbálta rendszerbe gyűjteni az effajta álérveléseket (Topika és Szofisztikus cáfolatok című műveiben), melyek később Organon címen jelentek meg.

## Szofista gondolkodók
A szofisták szakterülete elsősorban nem a filozófia volt, filozófiai iskolát sem alkottak. Bár többnyire retorikát tanítottak, voltak köztük olyan nagy hatású filozófusok is, mint Gorgiasz, vagy Prótagorasz. A szofisták főbb képviselői közt megemlíthetjük még: éliszi Hippiaszt, keoszi Prodikoszt, Antiphónt, Anonomusz Iambilichit, a platóni dialógusokból ismert Poloszt, Kalliklészt, Traszümakhoszt, Euthüdémoszt, Dionüszodoroszt.
Az athéni demokrácia egyik jellegzetessége az volt, hogy a törvényszéken a bírákat és a végrehajtás tisztviselőit sorsolással választották ki, rövid időtartamra. A felperes és az alperes, azaz a vádló és a vádlott nem hivatásos ügyvéd útján, hanem személyesen lépett fel. Az ügy sikere, vagy kudarca természetesen az illető szónoki képességein múlott. Bár mindenkinek saját maga kellett előadni az ügyét, a beszédét megírathatta bármelyik erre alkalmasnak tartott emberrel, aki egyúttal szónoki felkészítést is tarthatott neki. Ezzel a fajta okítással foglalkoztak a szofisták.

## A szofista filozófia
A szofista filozófiában háttérbe szorultak a természetfilozófiai kérdések, és egy meglehetősen összetett téma került előtérbe, melyet a leginkább egyetlen kérdésre, a „mi a jó?” kérdésre adott válaszként lehet értelmezni. A témák, amelyekben e kérdés megválaszolására törekedtek, a következők voltak:
1. Hogyan tehetünk szert jó (helyes, igaz) ismeretekre?
2. Hogyan tudjuk ismereteinket jól és meggyőző módon előadni beszédben?
3. Mi a morális jó?
4. Mikortól mondhatjuk azt, hogy egy polisz (városállam) jól működik?

A szofista gondolkodók tanításait – akárcsak a többi preszókratikusét – fragmentumok és testimóniumok alapján ismerjük. Írásaikat Hermann Diels gyűjtötte össze és adta ki (Die Fragmente der Vorsokratier).
A szofista gondolkodók műfaja az előadás és a szónoklat volt, ezért filozófiai vizsgálat alá vetették a nyelvet, annak érdekében, hogy minél pontosabban ismerjék és kezeljék logikai-retorikai tevékenységük eszközeit. Ők voltak az első görög nyelvet használó gondolkodók akik a nyelv szerkezetével, a nyelvtani fogalmak rendszerének megalkotásával foglalkoztak. Vizsgálataik során olyan kérdésekkel foglalkoztak, hogy milyen kapcsolatban áll egy dolog és a dolog neve, azaz miért és hogyan van jelentésük a szavaknak? Ezek a vizsgálatok vezették őket olyan paradoxonokhoz mint például Gorgiasz A nemlétező című művében olvasható parafrázis:
A szavak dolgokra (görög szövegben ta onta = létezők) vonatkoznak.
A szavak nem azonosak a dolgokkal (ta onta = létező).
Tehát a szavak nem létezők.

### A szofisták tanítási módszerei
Általában szűkebb tanítványi körökben tanítottak, azonban jellemző volt a nagy tömeg előtti szónoklás (epideixeis) is. A legtöbb szofista valószínűleg a nagyon gazdag athéni Kalliasz házában tanított, akiről azt tudni, hogy egymaga több pénzt költött a szofistákra mint bárki más. Platón Prótagorasz című művében (314a – 317b) olvashatunk Kalliasz házában vendégeskedő szofisták tanítási módszereiről: Prótagorasz egy oszlopcsarnokban, hallgatósága társaságában, fel s alá sétált; A szemközti oszlopcsarnokban az éliszi Hippiasz „trónolt”, hallgatósága körülötte, padokon ülve figyelte őt. Amikor már nem volt több hely a házában lakó szofisták számára, Kallisz egy kamrát ürített ki. Itt lakott Keószi Prodikoszt aki Pausziansszal osztozkodott a szobán. A hallgatóságuk a két tanító ágya mellett ült.
A szofisták gyakran jelentek meg különböző városi ünnepségeken. Itt filozófiájukat versbe foglalva, vagy szónoklat formájában adták elő. Ez a fajta bemutatási mód nem volt idegen a görög városokban, ugyanígy adta elő mondandóját korábban Empedoklész és Xenophanész is. Ilyenkor az előadó bordópiros köpenyt viselt, így tett Gorgiasz és Hippiasz is. Hippiasz – Platón állítása szerint – külön, számára készült cicomás ruhában adta elő szónoklatait.